# Juan'ya Green
Juan'ya Green (Filadelfia, Pensilvania, 8 de febrero de 1992) es un baloncestista estadounidense que pertenece a la plantilla del KTE KK de la NB I/A húngara. Con 1,88 metros de estatura, juega en la posición de base.

## Trayectoria deportiva

### Universidad
Green comenzó su carrera universitaria jugando con los Purple Eagles de la Universidad de Niágara. Él y su amigo de la infancia Ameen Tanksley crecieron juntos hablando de jugar al baloncesto en la misma universidad, y ambos cumplieron su promesa cuando decidieron ponerse a las órdenes del entrenador Joe Mihalich. Jugó dos temporadas, en las que promedió 17,1 puntos, 3,6 rebotes, 4,7 asistencias y 1,6 robos de balón por partido. En su primera temporada fue elegido rookie del año de la Metro Atlantic Athletic Conference e incluido en el tercer mejor quinteto de la conferencia, mientras que al año siguiente fue incluido en el mejor quinteto.
Cuando Mihalich fue contratado como nuevo entrenador de los Pride de la Universidad Hofstra, tanto Green como Tanksley decidieron seguirle, pero debido a la normativa de la NCAA, tuvo que pasar un año en blanco. Jugó posteriormente dos temporadas más, en las que promedió 17,4 puntos, 6,8 asistencias y 4,3 rebotes por partido, siendo incluido en ambas temporadas en el mejor quinteto de la Colonial Athletic Association y elegido Jugador del Año de la conferencia en 2016. Green dejó Hofstra con 1.186 points (22º en la historia del equipo), 463 asistencias (sexto, en solo dos temporadas), y con el récord histórico de los Pride de asistencias en una temporada, con 243 en 2015–16.

### Profesional
Tras no ser elegido en el Draft de la NBA de 2016, fichó por el Kymis B.C. de la A1 Ethniki griega, donde únicamente disputó nueve partidos, perdiéndose gran parte de la temporada, en los que promedió 2,9 puntos y 1,1 asistencias.
En julio de 2017 fichó por el Tampereen Pyrintö de la liga de Finlandia, donde en su primera temporada promedió 13,6 puntos y 3,7 asistencias por partido.